# Південна Каннада
Південна Каннада (каннада ದಕ್ಷಿಣ ಕನ್ನಡ)) — прибережний округ у штаті Карнатака (Індія.

## Географія
Південна Каннада межує з округами Удупі на півночі, Чікмагалур — на північному сході, Хассан — на сході, Кодагу — на південному сході та Касарагод у Кералі — на півдні. На заході округ омивається водами Аравійського моря. Найбільшим містом округу та його столицею є місто Мангалур.
Округ розділений на п'ять талук: Мангалур, Бантвал, Путтур, Суллія та Белтганґаді. Раніше до складу округу входили ще три північні талуки: Удупі, Кундапур і Каркал, утім у серпні 1997 року на їх базі було створено новий округ Удупі. Округи Південна Каннада, Удупі й талуку Касарагод часто називають Тулу-Наду, оскільки народність тулу складає у них більшість населення.
До складу округу входить 354 населених пункти. Головними містами Південної Каннади є Мангалур, Бантвал, Путтур, Суллія, Мудабідрі, Кадаба, Сураткал, Мулкі й Дхармастала.

## Історія
Від VIII до XIV століття регіоном правили Алупи, які були васалами різних імперій каннада. Саме через це регіони тулу історично є частиною Карнатаки.